# Même les mômes ont du vague à l'âme
Pour plus de détails, voir Fiche technique et Distribution.
Même les mômes ont du vague à l'âme est un film français de Jean-Louis Daniel sorti en 1980.

## Synopsis
Deux couples, Eva et Edy et Martin et Charlotte sont séparés par une condition sociale très différente. Les premiers sont de riches bourgeois, les seconds des ouvriers. Malgré tout, Martin, à la personnalité instable, est l'amant de Eva sans que Edy s'en inquiète car ce dernier se console avec Flora, une prostituée de luxe. Mais quand un drame arrive, l'avortement obligé de Charlotte, Martin devra demander l'aide financière de Morton, un ami de Edy.  Le couple ouvrier subira le cynisme et la cruauté des bourgeois. Un enchaînement de drames précipitera Martin dans une dérive criminelle. Tout cela est jugé du point de vue de Kuiv le fils, âgé de 10 ans, de Martin et Charlotte.

## Fiche technique
- Titre : Même les mômes ont du vague à l'âme
- Titre secondaire Tout est à nous
- Réalisation : Jean-Louis Daniel
- Scénario et dialogues : Jean-Louis Daniel
- Production : Michel Rotman Kuiv Productions
- Photographie : Gabriel Glissant
- Son : Jean-Louis Ughetto
- Musique : Fabien Ferreux et  Thierry Magal (compositeurs)
- Montage : Véronique Graule et Isabelle Rathery
- Genre : Comédie dramatique
- Pays :  France
- Durée : 96 minutes
- Date de sortie : 16 avril 1980

## Distribution
- Marie-Christine Barrault : Eva Valter
- Guy Bedos : Edy Valter  mari de Eva
- Bruno Cremer : Morton
- Jacques Spiesser : Martin
- Mimsy Farmer : Charlotte la femme de Martin
- Nathalie Nell : Flora la prostituée
- Catherine Lecocq : Alice
- Fabrice Luchini : Arthur
- Graham Guit : Kuiv le fils de Martin et Charlotte
- Daniel Langlet : le nouveau locataire
- Anne Wiazemsky : la photographe
- Daniel Mesguich : l'invité à la soirée mondaine
- Marianne Epin : la fille du roman-photo
- Josée Yanne : une invitée
- Daniel Edinger : un flic
- Bertrand Migeat